# Ahmed Urabi
Ahmed Orabi ou Ahmed Urabi (em árabe: أحمد عرابى, Pronúncia árabe egípcio: [ˈæħmæd ʕoˈɾɑːbi]; 1 de abril de 1841 – 21 de setembro de 1911), também conhecido como Orabi Paxá, Paxá Urabi e Amade Paxá Urabi el-Masri; seu nome foi transliterado também Ahmad Arabi em fontes mais antigas) foi um oficial do exército egípcio e mais tarde general de um exército que se revoltou em 1879 contra o Quediva Teufique Pasha e a crescente dominação europeia do Egito, no que se tornou conhecido como a Revolta de Urabi. A revolta foi finalmente esmagada em 1882, quando o Reino Unido invadiu o país a pedido de Teufique, iniciando assim uma ocupação britânica de 40 anos do Egito. Ele foi o primeiro líder nacional político e militar egípcio a ascender de felá.